# Thesium madagascariense
Thesium madagascariense är en sandelträdsväxtart som beskrevs av A. Dc.. Thesium madagascariense ingår i släktet spindelörter, och familjen sandelträdsväxter. Inga underarter finns listade i Catalogue of Life.